# 卡達國家圖書館站
卡達國家圖書館站（阿拉伯语：‎）是卡達多哈地鐵綠線的一座車站，於2019年12月10日啟用。車站的實際位置位於多哈近郊的賴揚，鄰近卡達國家圖書館。